# Watten
Watten – miejscowość i gmina we Francji, w regionie Hauts-de-France, w departamencie Nord.
Według danych na rok 1990 gminę zamieszkiwało 3030 osób, a gęstość zaludnienia wynosiła 414 osób/km² (wśród 1549 gmin regionu Nord-Pas-de-Calais Watten plasuje się na 280. miejscu pod względem liczby ludności, natomiast pod względem powierzchni na miejscu 497.).